# Театр Бальба

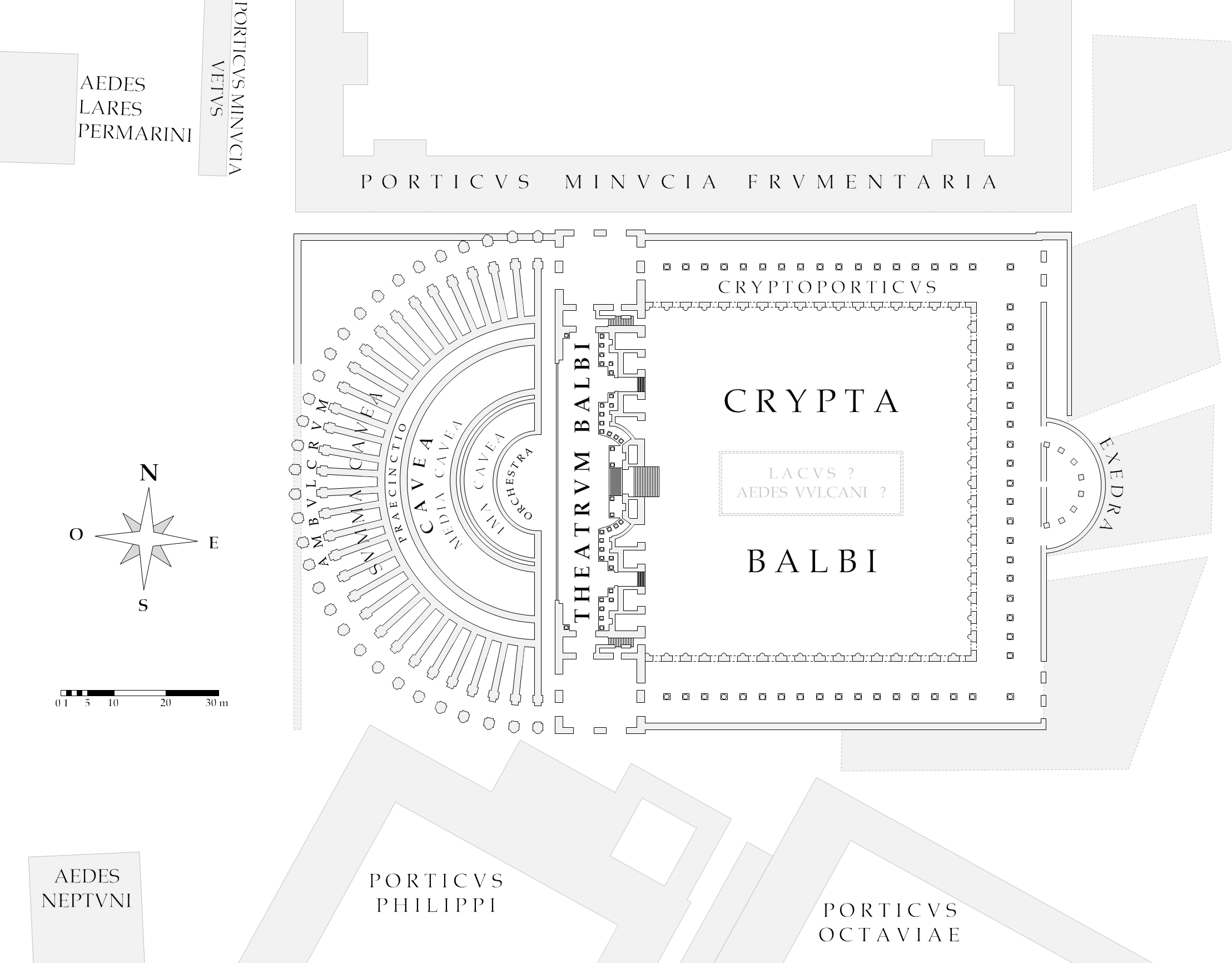
План театра Бальба и крипты

Театр Бальба (лат. Theatrum Balbi) — несохранившийся античный театр в Риме, на Марсовом поле. В ансамбль театра входил примыкавший к нему квадропортик — так называемая крипта Бальби.

## История
Театр построил Луций Корнелий Бальб Младший на средства из военной добычи, полученной в результате похода против Гарамантиды, за успех в котором Бальб был удостоен триумфа в 19 году до. н. э.
Театр был торжественно открыт в 13 году до н. э. Открытие совпало с разливом Тибра, поэтому гости добирались на торжества на лодках.
Театр сильно пострадал при Тите, во время великого пожара 80 года н. э., и был реконструирован при Домициане.
Античные источники не дают информации о дальнейшей судьбе театра. Упоминание театра и крипты содержится в так называемых «Каталогах районов» (Cataloghi regionari) — двух топографических указателях IV в н. э. Вероятно, уже тогда или в раннем Средневековье театр перестал использоваться по назначению.

## Описание
Театр Бальба уступал по размеру и вместимости другим каменным театрам Древнего Рима: театру Помпея и театру Марцелла.  
На сцене стояли четыре небольшие колонны из оникса, упоминаемые Плинием Старшим как «редкостное чудо».
|                | Диаметр сцены, м | Вместимость, чел. |
| -------------- | ---------------- | ----------------- |
| Театр Помпея   | 150              | 17 580            |
| Театр Марцелла | 130              | 20 500            |
| Театр Бальба   | 90               | 11 510            |

## Крипта Бальби
Криптой Бальби называют квадрипортик (двор, окружённый по периметру крытой галереей), примыкавший к театру с восточной стороны и построенный одновременно с ним. Укоренившееся название «крипта Бальби» происходит из двух документов IV в. н. э. Изображение крипты Бальби частично сохранилось на фрагментах Мраморного плана Рима, где она представляет собой почти идеальный квадрат, с экседрой на восточной стороне и небольшой постройкой посреди двора. 
Вероятно, сооружение выполняло роль porticus post scaenam — публичного пространства за сценой, где зрители собирались во время перерывов и укрывались от непогоды. О таких портиках при театрах говорит Витрувий. Именно такую функцию выполнял квадропортик театра Помпея, расположенного рядом с театром Бальба.
Во времена Адриана в экседре был обустроен общественный туалет.
В Средневековье территория крипты Бальби использовалась верёвщиками (funari), что запечатлелось в названии близлежащей церкви Santa Caterina dei Funari. Первая церковь на территории бывшего квадропортика появилась ещё в X веке (Sancta Maria dominae Rosae). 

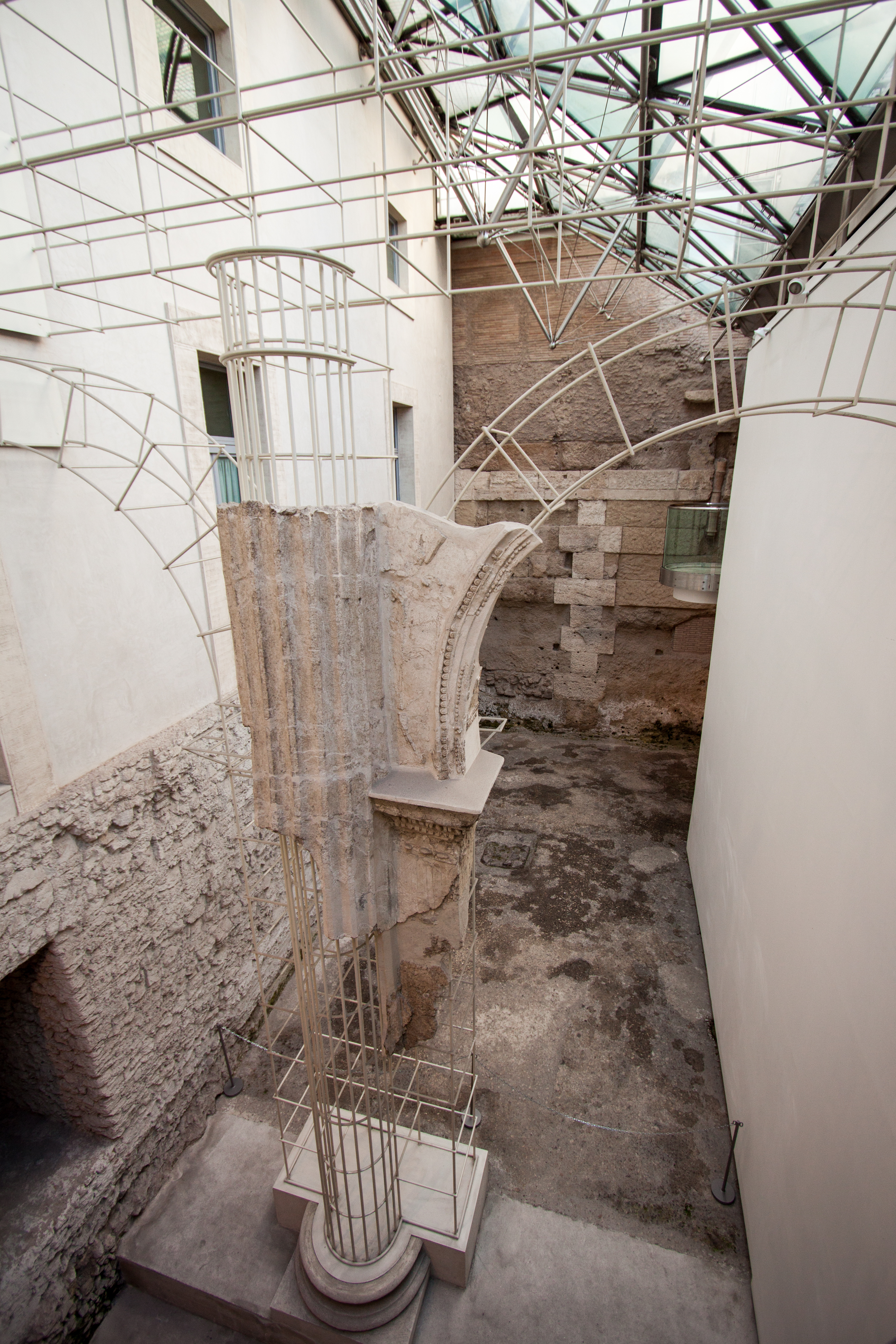
В музее крипты Бальби

## Исследования и современное состояние
На протяжении долгого времени местонахождение театра Бальба было забыто и ошибочно идентифицировалось с остатками Фламиниева цирка. Лишь в 1979 году археолог Гульельмо Гатти установил подлинное местонахождение театра и крипты, анализируя фрагменты Мраморного плана Рима.
Ныне остатки театра похоронены под комплексом зданий Института Итальянской энциклопедии и соседними с ним постройками. Фрагменты кладки opus reticulatum можно увидеть в подвалах и на первом этаже института.
В 1981 году весь квартал, под которым находятся остатки крипты (но не театра), был приобретён итальянским государством. На протяжении двух десятилетий велись масштабные раскопки.
В 2001 году открылся музей крипты Бальби, ставший четвёртым подразделением Национального музея Рима. Основная экспозиция расположена на трёх этажах здания на углу via delle Botteghe Oscure и via Michelangelo Caetani. Она посвящена истории и стратиграфии городского пространства на примере одного римского квартала. В подвальном этаже можно увидеть стены крипты Бальби и портика Минуция Фрументария (находившегося к северу от неё), расположенную между ними цистерну эпохи Домициана, экседру крипты, митреум и другие элементы античной и средневековой застройки.